# STS-106
是历史上第九十九次航天飞机任务，也是亞特蘭提斯號太空梭的第二十二次太空飞行。

## 任务成员
- 泰伦斯·威尔卡特（Terrence W. Wilcutt，曾执行、以及任务），指令长
- 斯科特·阿尔特曼（Scott D. Altman，曾执行、以及任务），飞行员
- 丹尼尔·伯班克（Daniel C. Burbank，曾执行以及任务），任务专家
- 卢杰（曾执行、以及远征7号任务），任务专家
- 理查德·马斯特拉奇奥（Richard A. Mastracchio，曾执行任务），任务专家
- 尤里·马连琴科（Yuri Malenchenko，俄罗斯宇航员，曾执行联盟TM-19、远征TMA-2、远征7号、联盟TMA-11以及远征16号任务），任务专家
- 鲍里斯·莫鲁科夫（Boris V. Morukov，俄罗斯宇航员，曾执行任务），任务专家